# Aubrey de Vere (20e comte d'Oxford)
Pour les articles homonymes, voir Aubrey de Vere.
Aubrey de Vere (28 février 1627 – 12 mars 1703) est un royaliste pendant la Première révolution anglaise.

## Biographie
Il est le fils de Robert de Vere (19e comte d'Oxford) et de sa femme Beatrix van Hemmend. Il fait ses études en Frise aux Pays-Bas après que son père ait été mortellement blessé lors du siège de Maastricht en 1632, lorsque de Vere n'a que six ans. Des années plus tard, il rejoint le régiment anglais d'infanterie en service sur le continent avec les Hollandais. Il reste en Hollande au cours de la période de la Première révolution anglaise, mais retourne en Angleterre, en 1651, comme un ardent royaliste. Il est impliqué dans une succession de complots, pour lesquels il est emprisonné dans la tour de Londres pour avoir comploté contre Oliver Cromwell et interné sans jugement. À sa libération, il rejoint le mouvement de Sir George Booth (1er baron Delamer) en 1659 contre le régime de Richard Cromwell.
Il est allé avec cinq autres pairs à La Haye pour le retour du Roi Charles II au début de mai 1660. Il espérait devenir Lord Chamberlain, mais se voit proposer la place de Colonel du Blues. En tant que grand favori de la maîtresse royale Barbara Palmer, duchesse de Cleveland il courtise la fille du comte de Bristol, dont la famille est alors en grande faveur à la cour. Cependant, la fille épouse Robert Spencer (2e comte de Sunderland), un secrétaire d'État. Oxford est fait lord-lieutenant de l'Essex et chevalier de la Jarretière.
En dépit d'être un Cavalier, il adhère aux principes protestants, permettant aux Quakers et aux Puritains de rejoindre son régiment. Il est un ami du fils bâtard de Charles II, le duc de Monmouth, un grand soldat. Il lève un régiment de cavalerie à partir de 1684 alors que les Life Guards sont retirés de Dunkerque. Charles II, souhaite développer l'armée au-delà du noyau dont il hérite. Oxford y gagne la désapprobation de la cour et du favori, George Villiers (2e duc de Buckingham), qui a déclaré son inimitié. Oxford a répondu qu'il "ne recherchait ni son amitié, ni ne craignait sa haine."
Oxford est présent lors du premier Conseil de l'armée le 5 août 1670, présidé par le duc d'York, frère du roi qui, plus tard, lui succède comme roi Jacques II. Le 5 juillet 1685 Sir Francis Compton est promu au commandement du régiment. Oxford voulait ce poste pour lui-même, mais le roi le lui a refusé.
En février 1688, il dit au roi James « je me tiendrai aux côtés de Votre Majesté contre tous les ennemis jusqu'à la dernière goutte de mon sang. Mais c'est une question de conscience et je ne peux pas respecter. » Oxford en tant que lord-lieutenant d'Essex a été responsable pour la levée des troupes dans le comté, mais a refusé de l'ordre de Jacques II, de ne désigner que des catholiques à des fonctions publiques. Il a été privé de ses responsabilités. Quelques mois plus tard, il a pris le parti de Guillaume d'Orange contre Jacques II dans la Glorieuse Révolution. Il a été restauré dans ses titres et comme colonel du Blues, et exempté de la Commission de l'Inspection par le Convention Parliament en avril 1689.
Il meurt en 1703, sans descendance masculine. Son titre s'éteint alors. Sa fille, Diana de Vere épouse Charles Beauclerk (1er duc de Saint-Albans), un autre fils bâtard de Charles II.

## La famille
Le 12 avril 1647, il épouse Anne Bayning, une fille de Paul Bayning, 2e vicomte Bayning. Anne meurt en 1659. Le 12 avril 1673 Aubrey épouse sa maîtresse Diane Kirke, fille de George Kirke et petite-fille de Aurelian Townshend (en).
Ils ont cinq enfants:
1. Charles, qui est mort nourrisson ;
2. Charlotte, est morte jeune ;
3. Diana, qui a épousé Charles Beauclerk ;
4. Marie, morte célibataire ;
5. Henriette, morte célibataire.

Comme il n'a pas de fils survivant, il est le dernier de Vere à porter le titre de comte d'Oxford, avec l'une des plus longues durées pour un titre dans la pairie d'Angleterre; le premier comte de Vere a reçu son titre de Mathilde l'Emperesse en 1141. Ses descendants par Diana Beauclerk sont nommés De Vere Beauclerk, et leur fils Vere Beauclerk reçoit la baronnie de Vere en 1750.